# Visions islamiques sur l'évolution
Les vues islamiques sur l'évolution sont diverses, allant de l'évolution théiste au créationnisme de la Vieille Terre. Certains musulmans dans le monde croient que « les humains et les autres êtres vivants ont évolué au fil du temps», mais d'autres croient qu'ils «ont toujours existé sous leur forme actuelle ». Les penseurs musulmans ont accepté et proposé des éléments de la théorie de l'évolution, certains étant adeptes de la croyance de la suprématie de Dieu dans le processus. Usaama al-Azami a suggéré que les récits de la création et de l'évolution, comme admises par la science moderne, peuvent être considérés par les musulmans actuels comme abordant deux types différents de vérité, le révélé et l'empirique. Muneer Al-Ali soutient que la foi et la science peuvent être intégrées et se compléter.

## Théologie
Contrairement à la Bible, l'histoire de la création dans le Coran n'est pas racontée dans un chapitre, mais peut être plutôt reconstituée à partir de différents versets du livre.

### Création de l'univers
Dans la Sûrat al-Anbiyââ, le Coran déclare que « les cieux et la terre étaient une seule masse » avant d’être séparés. Dieu créa alors le paysage de la terre, et fit du ciel un toit protégé, et a créé les cycles des jours et des nuits en nommant une orbite pour le soleil et une pour la lune. Quelques musulmans modernes, dont le cheikh Omar Suleiman de l’Institut Yaqeen pour la recherche islamique, interprète l’histoire du Coran sur la création du monde du point de vue de la science, et pense que la théorie scientifique d’un univers en expansion est décrite dans Sūrat adh-Dhāriyāt,,.
« Nous avons construit le ciel avec force, et c'est Nous qui l'étendons ».
La Sūrat al-Aʻrāf déclare que « les cieux et la terre » ont été créés dans l'équivalent de six yawm[réf. nécessaire]. Le mot arabe yawm signifie « jour » et donc certains musulmans croient que l'univers a été créé en six jours, comme l'histoire de la création dans le Livre de la Genèse. Cependant, d'autres érudits interprètent le terme yawm comme signifiant une unité de temps beaucoup plus longue qu'un jour, car le Coran déclare que dans l'au-delà, un jour équivaut à 50 000 ans ou 1 000 ans[réf. nécessaire]. Après avoir terminé la Création, Dieu « s'est élevé au dessus du Trône ». Le concept de « jour de repos » n'apparaît pas dans le Coran, bien au contraire, le Coran insiste que Dieu ne s'est pas fatigué par la création car il réfute catégoriquement que le Dieu unique puisse être affaibli de quelconque manière. Il dit dans la sourate 50 verset 38 : « En effet, Nous avons créé les cieux et la terre et ce qui existe entre eux en six jours, sans éprouver la moindre lassitude. »

### Création de la vie
La seule référence explicite à la création de la vie non humaine dans le Coran apparaît dans la sourate al-Anbiyāʼ, dans laquelle Dieu proclame : « Nous avons fait de l'eau chaque chose vivante ». Selon Muhammad Asad, « seule l'eau a les propriétés particulières nécessaires à l'émergence et au développement de la vie ».
Le théologien sunnite Saïd Nursî a déclaré que la Terre était déjà habitée par des espèces intelligentes avant l'humanité. Soutenu par les hadiths d'Ibn Abbas et de Tabari, il considérait que les djinns vivaient ici auparavant mais avaient été pratiquement anéantis par le feu. Quelques interprètes du Coran croyaient même qu'avant les djinns, d'autres créatures comme les hinns vivaient sur la Terre bien qu'il n'y ait aucune narration du Coran ou de hadiths authentiques pour soutenir ces affirmations.

### Création de l'homme
Les personnages d'Adam et de sa femme (dans la tradition islamique appelée Ḥawwāh) apparaissent dans le Coran comme le premier homme et la première femme[réf. nécessaire]. Le Coran déclare qu'ils ont été créés à partir d'argile et ont été animés par le souffle divin de Dieu entrant dans leur corps. Alors que les versets du Coran et certains hadiths indiquent que Dieu a d'abord créé Adam et qu'Ève a été créée à partir d'Adam, quelques érudits ont proposé que les versets puissent avoir plusieurs interprétations.
La majorité des savants islamiques, y compris Yasir Qadhi, croient qu'Adam et Eve ont été créés surnaturellement par un miracle de Dieu. 
La sourate 76 (Al-'Insān, L'Homme), verset 2, dit: « En effet, Nous avons crée l'homme d'une goutte de sperme mélangé [aux composantes diverses] pour le mettre à l'épreuve. [C'est pourquoi] Nous l'avons fait entendant et voyant.»

## Histoire
Dans le Kitab al-Hayawan (« Livre des animaux »), le savant du IXe siècle al-Jāḥiz fait référence à plusieurs facettes de la sélection naturelle, comme l’embryologie animale, l’adaptation et la psychologie animale. Une observation notable que al-Jāḥiṛ fait est que les rats, plus forts, sont mieux armés pour leur survie que les petits oiseaux. Au XIe siècle, le savant Sami S. Hawi soutient que le sage persan Ibn Miskawayh a écrit sur l’évolution de l’homme dans son Fawz al-aṛghar.
L'historiographe et historien influent du XIVe siècle Ibn Khaldoun a écrit la Muqaddima (« Introduction ») sur ce qu'il a appelé le « processus graduel de création ». Il a déclaré que la Terre a commencé avec des composants abiotiques tels que les « minéraux ». Lentement, des stades primitifs de plantes telles que les « herbes et plantes sans pépins » se sont développés et finalement les « palmiers et vignes ». Ibn Khaldoun relie les derniers stades du développement végétal aux premiers stades du développement animal. Enfin, il affirme que la plus grande capacité de pensée des êtres humains a été « atteinte par le monde des singes ».
Au XIXe siècle, un spécialiste de la renaissance islamique, Djemâl ad-Dîn al-Afghâni, a convenu avec Darwin que la vie rivaliserait avec une autre vie pour gagner. Il pensait également qu'il y avait une concurrence dans le domaine des idées similaires à celles de la nature. Cependant, il croyait explicitement que la vie avait été créée par Dieu. Darwin n'a pas discuté de l'origine de la vie, disant seulement « Probablement tous les êtres organiques qui ont jamais vécu sur cette terre sont descendus d'une forme primordiale dans laquelle la vie a été insufflée pour la première fois ». Un contemporain d'Al-Afghani, le savant chiite Hussein al-Jisr, a déclaré qu'il n'y a pas de contradiction entre l'évolution et les écritures islamiques. Il a déclaré qu'« il n'y a aucune preuve dans le Coran pour suggérer si toutes les espèces, dont chacune existe par la grâce de Dieu, ont été créées en une seule fois ou progressivement », et a évoqué l'histoire de la création susmentionnée dans la sourate al-Anbiyā,.
En Turquie, des chercheurs se sont efforcés de tenir compte de la théorie de l'évolution dans les écritures islamiques au cours des premières décennies de la République turque, leur approche de la théorie défendant la croyance islamique face aux théories scientifiques de leur temps. Le gouvernement saoudien, d'autre part, a commencé à financer et à promouvoir le déni de l'évolution dans les années 1970 conformément à son interprétation salafiste - wahhabite de l'islam. Cette position a suscité des critiques de la part des gouvernements et des universitaires des principaux pays musulmans comme la Turquie, le Pakistan, le Liban, et l'Iran où l'évolution est enseignée et promue.

## Développements contemporains
Khalid Anees, de la Islamic Society of Britain, a discuté de la relation entre l'Islam et l'évolution en 2004: 
 L'Islam a également sa propre école de créationnisme évolutionniste / évolutionnisme théiste, qui soutient que l'analyse scientifique dominante de l'origine de l'univers est soutenue par le Coran. De nombreux musulmans croient au créationnisme évolutionniste, en particulier parmi les musulmans sunnites et chiites et les mouvements libéraux au sein de l'islam. Parmi les érudits de l'islam, İbrahim Hakkı d'Erzurum, qui vivait à Erzurum, puis dans l'Empire ottoman, aujourd'hui République de Turquie au XVIIIe siècle, est célèbre pour avoir déclaré qu'« entre les plantes et les animaux, il y a une éponge et, entre les animaux et les humains, il y a un singe ». 
 Les savants islamiques contemporains Ghulam Ahmed Pervez, Edip Yüksel, et T.O. Shanavas dans son livre, Islamic Theory of Evolution: the Missing Link between Darwin and the Origin of Species disent qu'il n'y a pas de contradiction entre la théorie scientifique de l'évolution et les nombreuses références du Coran à l'émergence de la vie dans l'univers.
Alors que les érudits musulmans rejettent le créationnisme de la Jeune Terre et prétendent que l'histoire de la création dans le Livre de la Genèse était corrompue, un mouvement a commencé à émerger récemment dans certains pays musulmans pour promouvoir des thèmes caractéristiques des créationnistes chrétiens. Cette position a reçu des critiques, en raison des affirmations selon lesquelles le Coran et la Bible sont incompatibles,,. Adnan Oktar également connu sous son pseudonyme Harun Yahya, est un défenseur musulman contre la théorie de l'évolution. Il est considéré comme un charlatan par de nombreux érudits musulmans, et son représentant lors d'une conférence sur l'islam et l'évolution en janvier 2013 a été ridiculisé pendant et après la conférence,. La plupart des informations de Yahya proviennent de l'Institute for Creation Research et du mouvement Intelligent Design aux États-Unis. Oktar utilise largement Internet pour promouvoir ses idées. Son BAV (Bilim Araştırma Vakfı / Science Research Foundation) organise des conférences avec les plus grands créationnistes américains.
Selon le journal Guardian, certains étudiants musulmans britanniques ont distribué des tracts sur le campus, défendant la théorie de l'évolution de Darwin. Lors d'une conférence au Royaume-Uni en janvier 2004, intitulée Créationnisme: science et foi dans les écoles, le Dr Khalid Anees, de la Société islamique de Grande-Bretagne, a déclaré que « les musulmans interprètent le monde à travers le Coran et ce qui est tangible et visible. Il n'y a pas de contradiction entre ce qui est révélé dans le Coran et la sélection naturelle et la survie des plus aptes ». Maurice Bucaille, célèbre dans le monde musulman pour ses commentaires sur le Coran et la science, a tenté de réconcilier l'évolution avec le Coran en acceptant l'évolution animale jusqu'aux premières espèces d'hominidés, puis en établissant une évolution d'hominidé distincte menant aux humains modernes. Cependant, ces idées diffèrent de la théorie de l'évolution acceptée par les biologistes.
Le savant islamique contemporain Yasir Qadhi croit que l'idée disant les humains ont évolué est contre le Coran, mais il dit que Dieu peut avoir placé l'humanité parfaitement dans un modèle évolutif pour donner l'apparence de l'évolution humaine. Le savant moderne Usaama al-Azami a soutenu plus tard que les récits scripturaires de la création et de l'évolution tels que compris par la science moderne, peuvent être considérés par les musulmans modernes comme abordant deux types différents de vérité, la révélée et l'empirique. Le défunt intellectuel ottoman Ismail Fennî, tout en rejetant personnellement le darwinisme, a insisté pour qu'il soit enseigné dans les écoles, car même les fausses théories contribuaient à l'amélioration de la science. Il a estimé que les interprétations du Coran pourraient nécessiter un amendement si le darwinisme s'avérait finalement vrai. Un autre universitaire, Muneer Al-Ali, soutient que la foi et la science peuvent être intégrées et se compléter mutuellement pour expliquer la complexité et les mystères de l'existence.
Un document de recherche publié en 2016 par l'Institut Yaqeen pour la recherche islamique a écrit qu'il n'y a pas de consensus parmi les universitaires sur la façon de répondre à la théorie de l'évolution, et il n'est pas certain qu'ils soient même qualifiés pour donner une réponse.

## Société musulmane
Selon un rapport de 2008, la biologie évolutionniste était incluse dans les programmes d'études secondaires de la plupart des pays musulmans. Les fondations scientifiques de 14 pays musulmans, dont le Pakistan, l'Iran, la Turquie, l'Indonésie et l'Égypte, ont récemment signé une déclaration du Groupe interacadémique (IAP, un réseau mondial d'académies des sciences), à l'appui de l'enseignement de l'évolution, y compris l'évolution humaine.
Une enquête réalisée en 2009 par les chercheurs de McGill et leurs collaborateurs internationaux a révélé que 85% des élèves du secondaire indonésiens et 86% des élèves du secondaire pakistanais étaient d'accord avec la déclaration: « Des millions de fossiles montrent que la vie existe depuis des milliards d'années et a changé avec le temps ».
Selon une étude Pew plus récente, ces chiffres semblent augmenter lentement mais régulièrement. Par exemple, une fraction relativement importante de la population accepte l'évolution humaine au Kazakhstan (79%) et au Liban (78%), mais relativement peu en Afghanistan (26%) et en Irak (27%), et la plupart des autres pays islamiques se situent quelque part en entre ces deux extrêmes.
En 2014, lorsque l'État islamique d'Irak et du Levant a pris la ville irakienne de Mossoul, il a publié un nouvel ensemble de règles pour les écoles, qui comprenait une interdiction de l'enseignement de l'évolution.
Rana Dajani, professeur d'université qui enseigne l'évolution en Jordanie, a écrit que presque tous ses étudiants sont hostiles à l'idée d'évolution au début du cycle de cours, mais à la fin, la majorité accepte l'idée.
En 2017, la Turquie a annoncé son intention de mettre fin à l'enseignement de l'évolution avant le niveau universitaire. L'enseignement Alpaslan Durmuş affirmant que c'est un sujet trop compliqué et « controversé » pour être compris par les jeunes esprits.

## Vision ahmadiste de l'évolution
La vision de l'évolution du mouvement musulman Ahmadiyya est celle d'une acceptation universelle, bien que divinement conçue. Le mouvement promeut activement « l'évolution » dirigée par Dieu. Au cours de plusieurs décennies, le mouvement a publié diverses publications à l'appui des concepts scientifiques sur l'évolution.

## Voir également
- Histoire de la pensée évolutionniste # Philosophie islamique et lutte pour l'existence - Premières pensées évolutionnaires en Islam